# 1251
Năm 1251 là một năm trong lịch Julius.